# Clementino Ocampos
Clementino Ocampos fue un  compositor y poeta paraguayo.
Clementino nació en la ciudad de San Lorenzo, ubicado en el Departamento Central, Paraguay, el 14 de noviembre de 1913. Fueron sus progenitores Justiniano Ocampos  y Telésfora   Melgarejo.
Clementino Ocampos, poeta popular, falleció el 4 de enero de 2001, pero su memoria vivirá por siempre, reflejada en sus innumerables y preciosas obras.

## Primeros Pasos
La Escuela España de su ciudad natal ha sido la primera Institución de educación primaria que guio sus pasos en el conocimiento.

## Infancia y juventud
En el año 1932, iniciaba la gran contienda del Chaco Paraguayo, y él siendo aún adolescente, con 19 años de edad, acudió al llamado del clarín para ir a la defensa del Chaco, y se alistó en el cañonero del Paraguay, para cumplir con la Patria haciendo el Servicio Militar obligatorio, desde ese mismo año y hasta el año 1935, tiempo que duró la contienda bélica que enfrentó a los pueblos hermanos de Paraguay y Bolivia.
Este poeta popular también ha sumado obras para enriquecer el cancionero nativo paraguayo, utilizando el idioma guaraní en versos dulces descriptivos y emocionantes, que convierten a sus creaciones en verdaderas “imágenes” que impresionan cuando las escuchamos interpretadas por los más consagrados solistas o grupos folclóricos de nuestra patria.
Clementino  Ocampos, “poeta popular”, se ha ganado un privilegiado  sitial en el quehacer musical nativo, pues ha dejado como legado música Folclórica cantada en un guaraní cadencioso y perfecto.

## Su trayectoria
Poeta bilingüe (español-guaraní): Como poeta, dominaba el bilingüismo ya que hablaba un perfecto castellano y guaraní, idiomas que se reflejan en muchas de sus obras, siendo el autóctono el que más utilizaba en ellas. Gracias a estos conocimientos fue posible su contratación como traductor del español al guaraní para los servicios informativos de la Embajada de los Estados Unidos de América, desempeñándose en esa tarea por espacio de dieciocho años y medio.
Como poeta bilingüe, uno de sus memorables trabajos fue traducir totalmente al Guaraní el discurso que pronunció John F. Kennedy, con motivo de la toma de posesión del cargo de Presidente de los Estados Unidos de América, cuyo texto completo fue publicado posteriormente por la  Embajada de dicho País en Paraguay.
Clementino Ocampos fue además golfista, recitador y autor de cuentos y leyendas Guaraníes, fue uno de los grandes animadores de las noches de música, canto y poesía del restaurante “La Curva”, donde se pasaban momentos inolvidables con la presencia de notables y consagrados números artísticos que realizaban su actuación con la producción de este inolvidable vate campesino que tanto sabía deleitar y divertir a sus conciudadanos con la# ocurrencias que brotaban de su fecunda imaginación.

## Distinciones
En el año 1997 fue condecorado como Ciudadano Ilustre de su ciudad natal, San Lorenzo, un justo homenaje para quien ha dejado un ejemplo de vida consagrada a la difícil tarea del quehacer artístico.

## Obras
Clementino Ocampos ha dejado como herencia a su Patria y a todos los que sienten el gusto popular, canciones como: “Kuña Guapa” con música de Francisco F. Larrosa.
Notables compositores como Bernardo Ávalos, Pablo Barrios, Aristóbulo Aguilera, Paulino González, Adolfo Peña, Martín Escalante, Rodolfo Roa y Santiago Cortesi, entre otros,  fueron quienes musicalizaron sus poemas.
- “Seis de Enero” con música de Martín Escalante, “Martinita Aurelia” con música de Aristóbulo Aguilera; “Paloma Saite”, con música de Tomás Benítez Valdez; la ya mencionada “Kuña Guapa” con Francisco Larrosa; todas ellas popularizadas por el Dúo Quintana–Escalante.
- “Rubitamíma guive”, “Kambakuemi”, con música del acordeonista Bernardo Ávalos Zelaya, popularizada por este junto a su Cuarteto Panambi Rory, con las voces del dúo Espínola–Marín.
- “Presente Feliz”,
- “Porãngereko”,
- “Mi Alteñita”,
- “Oimembápa che ru”.

Él ha reunido y publicado sus obras en un solo volumen titulado “Pyhare Memby” (Hijo de la Noche).